# Sipiory
Sipiory – wieś w Polsce położona w województwie kujawsko-pomorskim, w powiecie nakielskim, w gminie Kcynia.

## Podział administracyjny
| SIMC    | Nazwa           | Rodzaj     |
| ------- | --------------- | ---------- |
| 1061297 | Czterdziestka   | część wsi  |
| 0087981 | Dębogórski Młyn | część wsi  |
| 0990764 | Jeziornica      | część wsi  |
| 0087998 | Kocewka         | przysiółek |
| 0990570 | Michalinka      | część wsi  |
| 0990586 | Zaborze         | część wsi  |

Do 1954 roku miejscowość była siedzibą gminy Sipiory.
W latach 1975–1998 miejscowość administracyjnie należała do województwa bydgoskiego.

## Demografia
Według Narodowego Spisu Powszechnego (III 2011 r.) liczyła 377 mieszkańców. Jest trzecią co do wielkości miejscowością gminy Kcynia.